# Aromia bungii
Aromia bungii es una especie de escarabajo originario de China, perteneciente a la familia de escarabajos longicornios (Cerambycidae). Fue identificado por el entomólogo Franz Faldermann en 1835.
Se encuentra distribuido en las zonas subárticas y subtropicales de China, Extremo Oriente Ruso, Mongolia, península de Corea y norte de Vietnam. Es considerada una plaga de la madera y se le ha catalogado como una especie invasora en Alemania, Italia y Japón, este último detectado a partir de 2012, afectando árboles de sakura, ciruelo japonés y melocotoneros.
El escarabajo ataca tanto árboles afectados por otras plagas como árboles sanos. Las larvas nacen pronto y comen por dos o tres años hasta llegar a la albura e incluso hasta el duramen, creando amplios pasillos de hasta 12 mm de diámetro, dejando heces y polvo residual de las perforaciones, siendo esto señales de infestación. El adulto puede tener desde 22 hasta 38 mm de largo.